# Charles Raboisson
Charles Raboisson (26 de setembro de 1889, Chalais - 11 de maio de 1962, Chalais) foi um ciclista profissional suíço.
Atuou profissionalmente entre 1914 e 1920-1922. Foi o lanterna vermelha (lanterne rouge) no Tour de France 1920. 